# Robert de Wendel
Pour les autres membres de la famille, voir Famille de Wendel.
 (août 2017).
Si vous disposez d'ouvrages ou d'articles de référence ou si vous connaissez des sites web de qualité traitant du thème abordé ici, merci de compléter l'article en donnant les références utiles à sa vérifiabilité et en les liant à la section « Notes et références ».
Robert Adrien Charles Joseph de Wendel, né le 9 mai 1847 à Souhey et mort le 27 août 1903 à Hayange des suites d'une chute de cheval, était un maître de forges français. 

## Biographie

### Famille
Fils de Charles de Wendel (1809-1870) et de Marthe de Pechpeyrou-Comminges de Guitaut, il épouse le 15 mai 1869 à Paris Marie Antoinette Elisabeth Carmen Consuelo Manuel de Gramedo (1849-1917), fille du comte Iwan Ulrich Edouard Manuel de Gramedo et de Maria del Consuelo de Acuña y de Witte. Ils eurent quatre enfants :
- Carmen, duchesse de Maillé (1870-1935)
- Charles, troisième du nom (1871-1931)
- Sabine (1875-1941), épouse du général Louis de La Panouse (en) (1863-1945)
- Guy de Wendel (1878-1955)

### Carrière
Maître de forges à Hayange, Moyeuvre-Grande et Stiring-Wendel, il dirige la société Les Petits-Fils de François Wendel et Cie et prend part à la création de la Société des aciéries de Longwy en 1880. Il préside également le Comptoir des aciers Thomas et siège aux conseils d'administration de la Compagnie des chemins de fer de l'État, de la Compagnie du Boléo, de la Compagnie française des mines et usines d'Escombrera-Bleyberg, etc.
Il est président du Comité des forges de 1898 à 1903, du Syndicat des fontes lorrain-luxembourgeois et de l'Union pour la défense des intérêts industriels d'Alsace-Lorraine.

## Distinctions
- Chevalier de la Légion d'honneur (1872)
- Commandeur de l'ordre de Charles III
- Chevalier de l'ordre de la Couronne de chêne

## Sources
- Pierre Fritsch, Les Wendel, rois de l'acier français, Laffont, 1976

- Ressource relative à la vie publique :   - base Léonore